# ليلا بارزو
ليلا بارزو (بالمجرية: Barzó Lilla)‏ مواليد 2 سبتمبر 1996 في المجر، هي لاعبة كرة مضرب مجرية وتحتل حالياً المرتبة 481 (7 مارس 2016) في تصنيف رابطة محترفات كرة المضرب. أعلى تصنيف لها في الفردي كان 435. أعلى تصنيف لها في الزوجي كان 704.

## النهائيات

### الفردي (3–2)
| الحصيلة | الرقم | التاريخ        | الدورة               | الأرضية | المنافس            | النتيجة       |
| ------- | ----- | -------------- | -------------------- | ------- | ------------------ | ------------- |
| الفوز   | 1.    | 27 أكتوبر 2014 | بريرا، كولومبيا      | ترابية  | أندريا كوخ بنفنوتو | 6–4, 6–2      |
| الفوز   | 2.    | 8 يونيو 2015   | أنتاناناريفو، مدغشقر | ترابية  | جيدا دانيل         | 7–5, 6–2      |
| الوصافة | 1.    | 29 يونيو 2015  | بروكوبلي، صربيا      | ترابية  | الكسندرا نانكارو   | 1–6, 6–3, 1–6 |
| الفوز   | 3.    | 20 يوليو 2015  | تامبيري، فنلندا      | ترابية  | كارين بريتزا       | 6–2, 6–4      |
| الوصافة | 2.    | 12 أكتوبر 2015 | بولا، إيطاليا        | ترابية  | فاندا لوكاش        | 6–4, 5–7, 3–6 |

## روابط خارجية
- ليلا بارزو على موقع رابطة محترفات التنس (الإنجليزية)
- ليلا بارزو على موقع الاتحاد الدولي لكرة المضرب (الإنجليزية)